# 品川シーサイドフォレスト

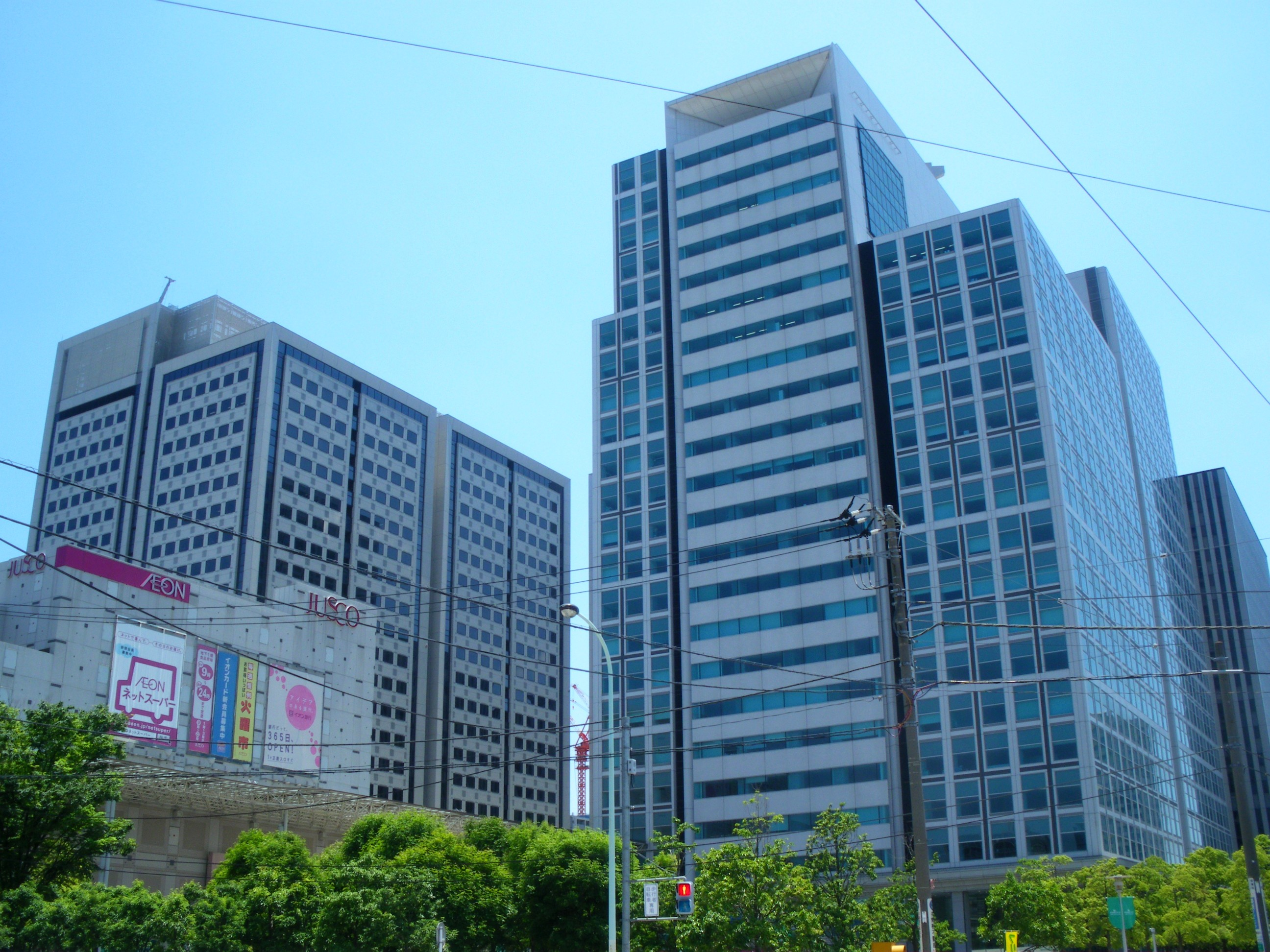
品川シーサイドフォレストの概観。（北西方向より）イオンSCや日立ソリューションズタワー・品川シーサイドパークタワーが確認できる。

品川シーサイドフォレスト（しながわシーサイドフォレスト）は、東京都品川区東品川四丁目で行われた「品川区東品川4丁目第1地区第1種市街地再開発事業」によって整備された大規模街区の名称である。通常は品川シーサイドと呼ばれている。日本たばこ産業品川工場などがあった約7万2900㎡の土地を同社と鹿島建設が新駅開業に合わせて再開発し、オフィスビルやショッピングセンターなどが整備された。なお、全体が竣工した2005年（平成17年）8月以降、周辺に建てられた建物（歴史参照）は再開発の施行地域外に建設されたものだが、隣接しているため参考として記載する。

## 開発経緯
計画地を含む東品川エリアは、昭和初期に工業用地として埋め立てが行われ、京浜工業地帯の一翼を担ってきた。しかし、昭和50年代には工場から共同住宅や倉庫への土地利用変換が急速に進み、さらに昭和60年代からは、残存していた工場群が新たに業務施設・共同住宅等へ建て替った結果、開発時には共同住宅、業務施設、倉庫、工場が混在する地域となっていた。
日本たばこ産業では当地区にあった工場機能の移転に伴う土地の遊休化を念頭に1991年（平成3年）頃から、将来の土地利用についての検討を開始し、この時期、りんかい線は新木場～東京テレポート間の一期事業に引続き東京テレポート～大崎の二期事業検討がなされており、地区南東の八潮団地（人口約15000人）のアクセス改善のため東品川地区への新駅設置が望まれていた。こうした背景の中で、整備費用の一部負担による新駅設置が合意され、これを前提に工場跡地の再開発が進められることになった。
当初はダイエーも参画してオフィス棟の一部を取得して本社を移転させると共に出店することを計画し、予定地の一角を利用して、1996年（平成8年）11月28日に会員制ディスカウント店「コウズ品川店」を開業した。しかし、1998年（平成10年）8月、ダイエーは業績悪化に伴いオフィスビル取得や商業施設の進出を断念。「コウズ品川店」も同年9月27日に閉店し、当地区の再開発事業から完全に撤退した。
この撤退により計画頓挫を余儀なくされ、一時は広大な空き地が残った。結局、流通グループのイオンが進出を決めて弾みがつき、再び計画が動き出す。再開発は当初、再開発地区計画制度を活用した任意事業として計画していたが、「りんかい線」開業に合わせて交通広場等の都市基盤整備が必要なこと、定住人口増大のためのファミリー向け賃貸住宅整備等の計画的市街地整備が求められることなど、公益性の高い事業とされたため、権利変換の仕組を活用して隣接地との共同化を誘導することにより事業を推進する市街地再開発事業として実施することになった。加えて基盤整備をりんかい線開業に合わせて推進するため、事業スキームの整った街区を先行させて行うことになり、事業は二地区に分けて実施することになった。これに基づき第一地区は地権者の日本たばこ産業及びファミリー向け賃貸住宅の整備を目的に参加した都市基盤整備公団（当時）の2者が個人施行者としてA - 1/B - 1街区及び交通広場・公園の事業を実施、第二地区は事業提案による施行者募集を行い、鹿島建設が施行者に選定され、A - 2/B - 2街区の事業を実施した。
2002年（平成14年）9月30日に第1期が竣工して、同年10月17日にイオン品川シーサイドショッピングセンター、同年12月1日に整備費を一部負担した品川シーサイド駅が開業、次いで2005年（平成17年）8月に第二地区の3棟のビルが竣工を迎え大規模開発は終了した。

## 歴史

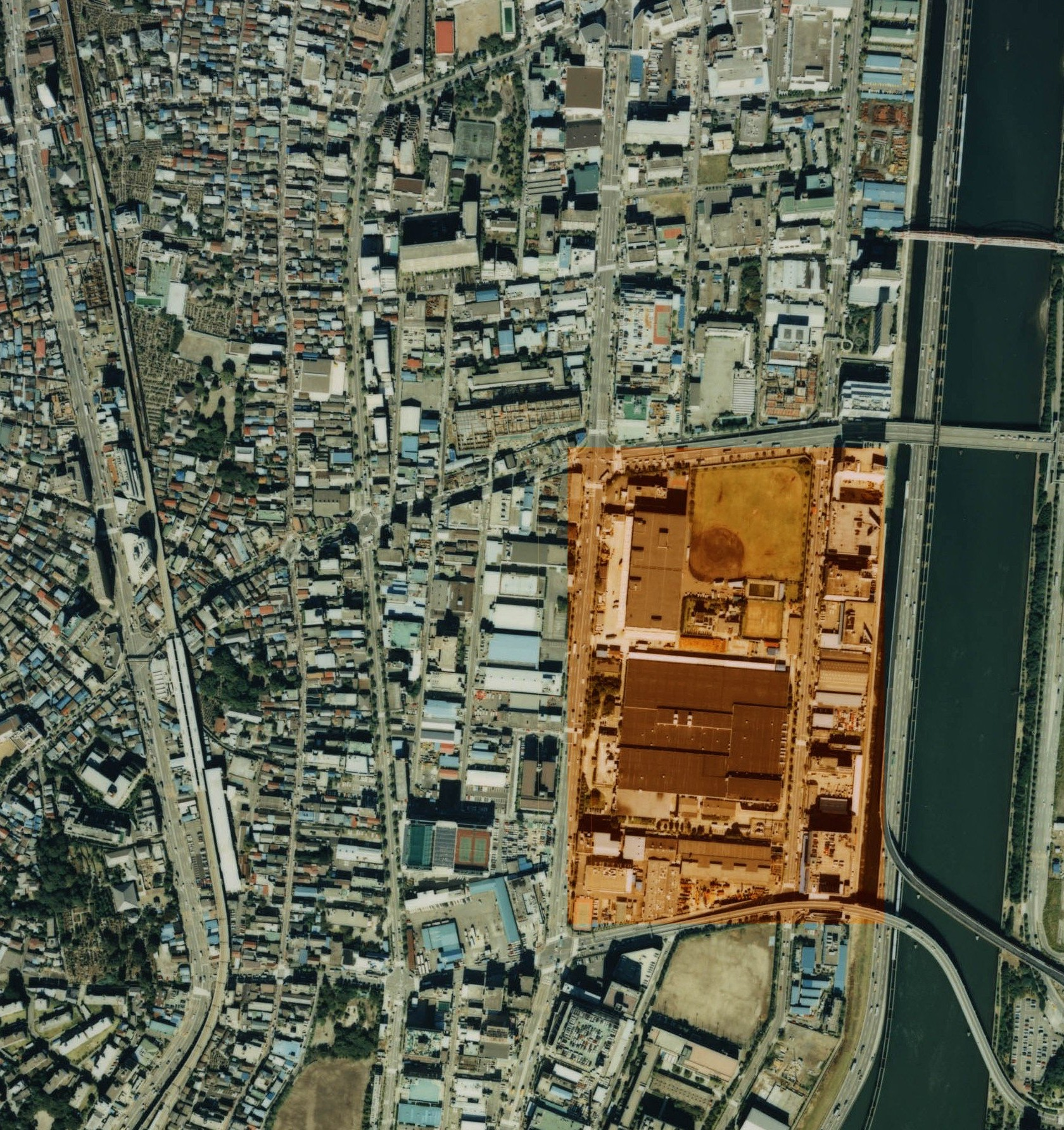
1989年頃の日本たばこ産業品川工場とその周辺の航空写真。オレンジに着色されている場所に現在の品川シーサイドフォレストが建っている。

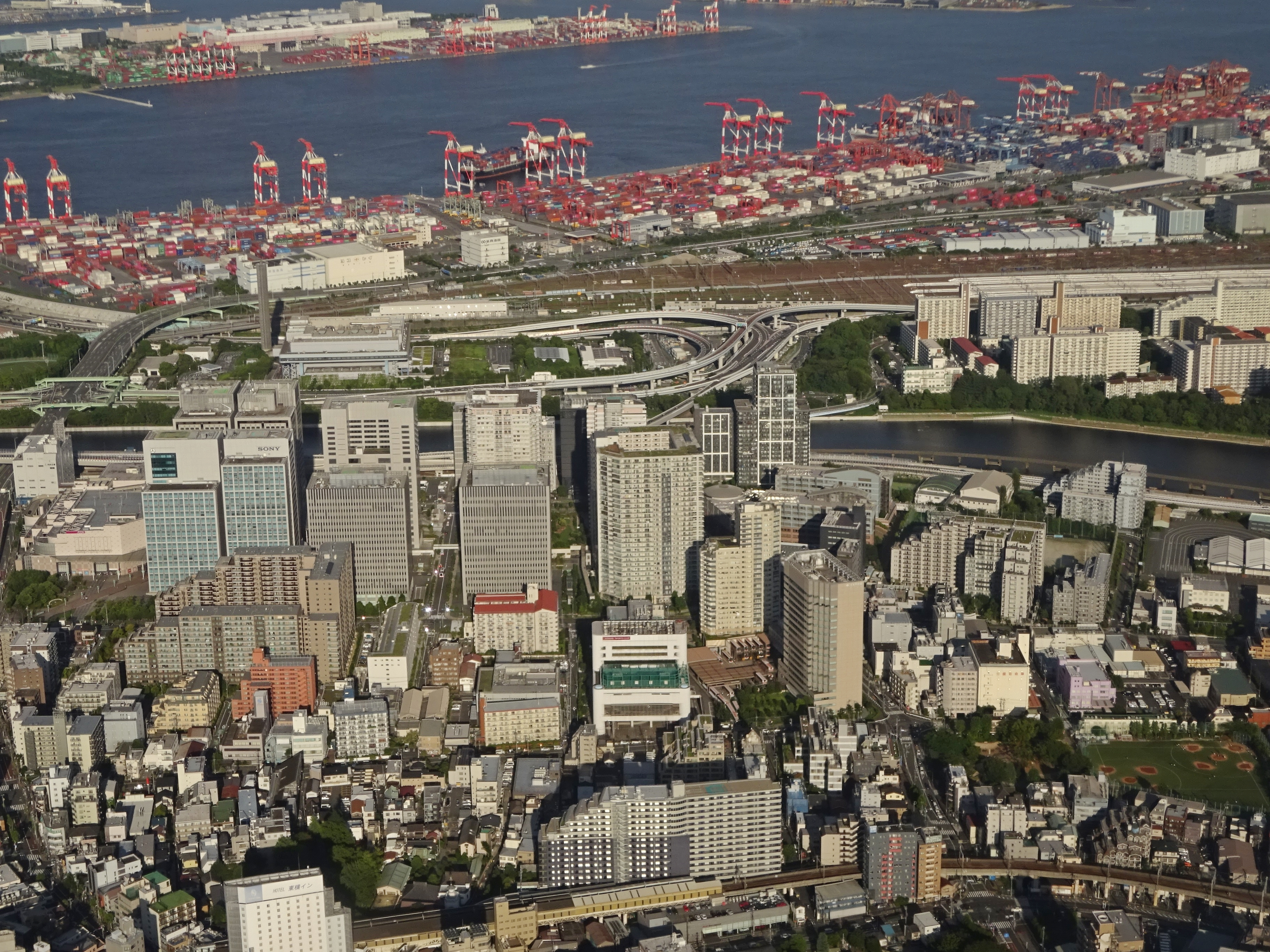
品川シーサイドフォレストを空撮（2021年）

- 1992年（平成4年）9月 - 日本たばこ産業品川工場移転計画による地元での土地利用の研究会が発足。
- 1998年（平成10年）
  - 3月 - 都市計画決定が告示される。
  - 8月 - ダイエーが再開発事業から撤退。
- 2000年（平成12年）2月 - 工事着工。
- 2002年（平成14年）
  - 9月30日 - 第一期が竣工。
  - 10月17日 - イオン品川シーサイドショッピングセンターが開業。
  - 12月 - 品川シーサイド駅が開業。
- 2005年（平成17年）8月 - 第二地区の施設建築物が竣工して全体が完成。
- 2006年（平成18年）
  - 6月 - 京浜運河沿いにハートンホテル東品川竣工。
  - 10月 - 京浜運河沿いにBrilliaタワー品川シーサイド竣工（分権マンション）。
- 2009年（平成21年）11月 - 京浜運河沿いに住友不動産品川シーサイドビル竣工。
- 2010年（平成22年）2月 - 京浜運河沿いにグラスキューブ品川（オフィスビル）竣工。
- 2014年（平成26年）6月 - 海岸通り沿いにFUT MESSE品川（フットサルコート）が開業。
- 2016年（平成28年）5月 - FUT MESSE品川が閉店[10]。
- 2019年（平成31年)  2月 - FUT MESSE品川跡地にプライムパークス品川シーサイドが竣工。イオン品川シーサイドショッピングセンター2階からペデストリアンデッキで直結される。

## 第一期で竣工した施設

### イオン品川シーサイドショッピングセンター
品川シーサイド内にあるショッピングセンター。品川シーサイドに在住・在勤の人をはじめ、周辺住民などに利用されている。

### オーバルガーデン
ビルに囲まれた半地下の広場。広場の外周部分に沿って地下1階から地上2階に飲食店、物販店、クリニック、ATMコーナー等が配置されている。休日には子供向けのイベントも多く開催され、その際には「オーくん」と「バルちゃん」というマスコットキャラクターの着ぐるみが登場することもある。

### 品川シーサイドパークタワー
敷地北西部に位置する地上23階地下2階建てのオフィスビル。品川シーサイドTSタワーに隣接しツインビルになっている。松下電器産業が1棟借りし「パナソニックタワー」として使用していたが、2008年（平成20年）10月、約半分のスペースを解約し、後に残りのスペースも解約し撤退した。
テナント
BIGLOBE、富士通コンポーネント、NTTコムウェア、ニトムズ、アコーディア・ゴルフ、郵船ロジスティクスが入居している。

### 品川シーサイドTSタワー
敷地北西部に位置する地上23階地下2階建てのオフィスビルである。品川シーサイドパークタワーに隣接し、ツインビルになっている。もともとはノースタワーの名称で武田薬品がビルを1棟買いし、子会社の武田薬品不動産が管理運営する貸しビルだったが、2017年（平成29年）5月、韓国の機関投資家に売却した。
テナント
六本木ヒルズに本社を置いていたものの業務の拡大により、オフィスが手狭になっていた楽天が、2006年（平成18年） 9月からが順次本社を移し、2015年 (平成27年) 7月31日まで「楽天タワー」としてビルを使用していた。だが、楽天は再度本社オフィスの移転を計画し、同年9月末までに二子玉川ライズ・タワーオフィス（楽天クリムゾンハウス）に移転を完了させ、品川から撤退した。楽天の撤退後、ソニーネットワークモバイルコミュニケーションズなどが入居した。

### 日立ソリューションズタワーA
敷地北東部に位置する。名称の由来である日立ソリューションズ本社や日立グループの事業所などが入居している。元々の名称は日立ソフトタワーA/Bで、横浜市に本社を置いてきた日立ソフトウェアエンジニアリングが、同市内の賃貸ビルに分散していたオフィスを集約することを目的に、下述の品川シーサイドキャナルタワーとともに取得した。しかし、2010年（平成22年）10月1日付けで同社は日立システムアンドサービスと対等合併して商号変更したため、それにあわせてビル名も変更された。

### 品川シーサイドキャナルタワー
旧称日立ソフトタワーB。上述の合併により、日立ソリューションズタワーBに改称するが、2018年（平成30年）韓国のハンファ投資証券とハナ金融グループのSPCにビルは売却され、2020年（令和2年）10月に日立ソリューションズは全賃借スペースにあたる7フロア強を返却。2021年（令和3年）4月1日、名称は品川シーサイドキャナルタワーに再度改められた。

### 品川シーサイドビュータワーI・品川シーサイドビュータワーII
都市基盤整備公団が建設した敷地南東部にある地上30階地下1階建ての超高層賃貸住宅。品川区緑化賞受賞。品川シーサイドリアルエステートが管理運営を受託している。

## 第二期で竣工した施設

### 品川シーサイドイーストタワー
敷地中東部に位置する地上23階地下1階建ての複合ビルである。イーストタワーと下述ウエストタワーは、開発段階から数社の買い手が現れ、開発事業者である鹿島建設がシンガポール政府投資公社（GIC）に売却した。しかしGICは2016年（平成28年）5月、イーストタワーをインベスコ・オフィス・ジェイリート投資法人に売却した。
テナント
マーベラス、ゼネラルモーターズジャパン、AWPジャパン、SOMPOケア、モンデリーズ・ジャパン等が入居している。
ホテル
上層階（16階から22階）には、宿泊施設300室に加え、宴会場、会議室も備えた「ホテルサンルート品川シーサイド」が入り営業していたが、2019年（平成30年）2月26日に「相鉄グランドフレッサ 品川シーサイド」にリブランドされた。しかし、2021年（令和3年）9月30日のチェックアウトを以って相鉄グランドフレッサは閉館、ソラーレ ホテルズ アンド リゾーツに経営権が移り再リブランドされ、12月1日から「ロワジールホテル 品川シーサイド」として営業を始めた。

### 品川シーサイドウエストタワー
敷地中西部に位置する地上18階地下1階のオフィスビルである。NTTコムウェアやプリマハムが入居している。上述イーストタワーと同様に、元々はGICが所有していた。しかし、2017年（平成29年）3月、GICはウエストタワーをグローバル・ワン不動産投資法人と明治安田生命に売却した。

### 品川シーサイドサウスタワー
敷地南西部に位置する地上18階地下1階建てのオフィスビルである。東京海上アシスタンス、NTTコムウェア、NTTデータCCS、福西電機、ジャックスリースなどが入居しており、ビル1階にはミニストップ(品川シーサイド店)がある。

## 広場空間
- 品川シーサイド公園 - 住居棟である品川シーサイドビュータワーの前にある公園。品川区が管理している。遊具などがある。
- 品川シーサイド駅前広場 - 品川シーサイド駅への入口やタクシー・バス乗り場がある。
- ジュネーヴフォレスト - 敷地北西端にある広場。樹木のほか、品川区と友好都市提携を結んでいるスイス・ジュネーヴにちなみ『品川ジュネーヴ友好の花時計』という花時計がある。

## ギャラリー

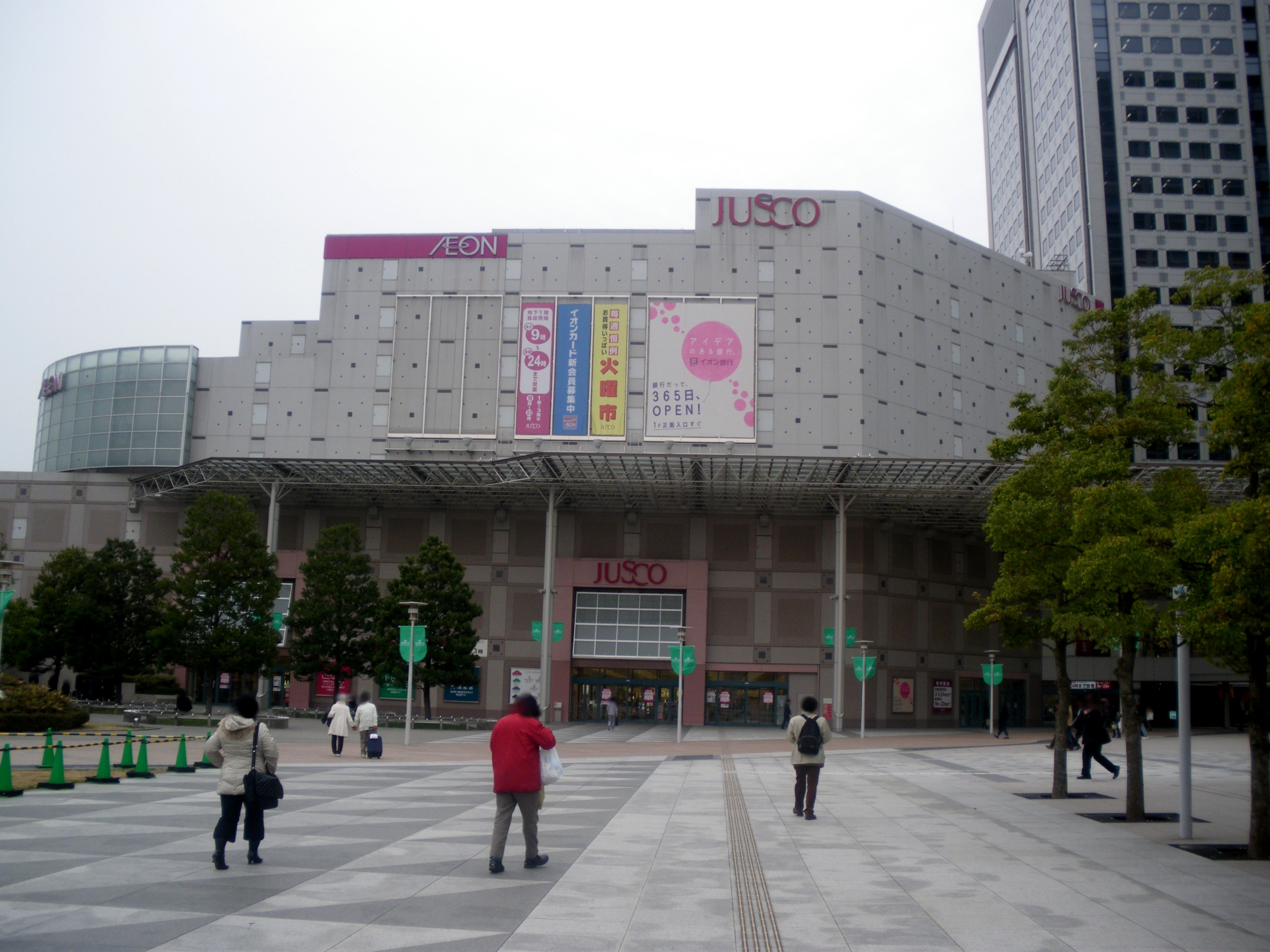
イオン品川シーサイドショッピングセンター
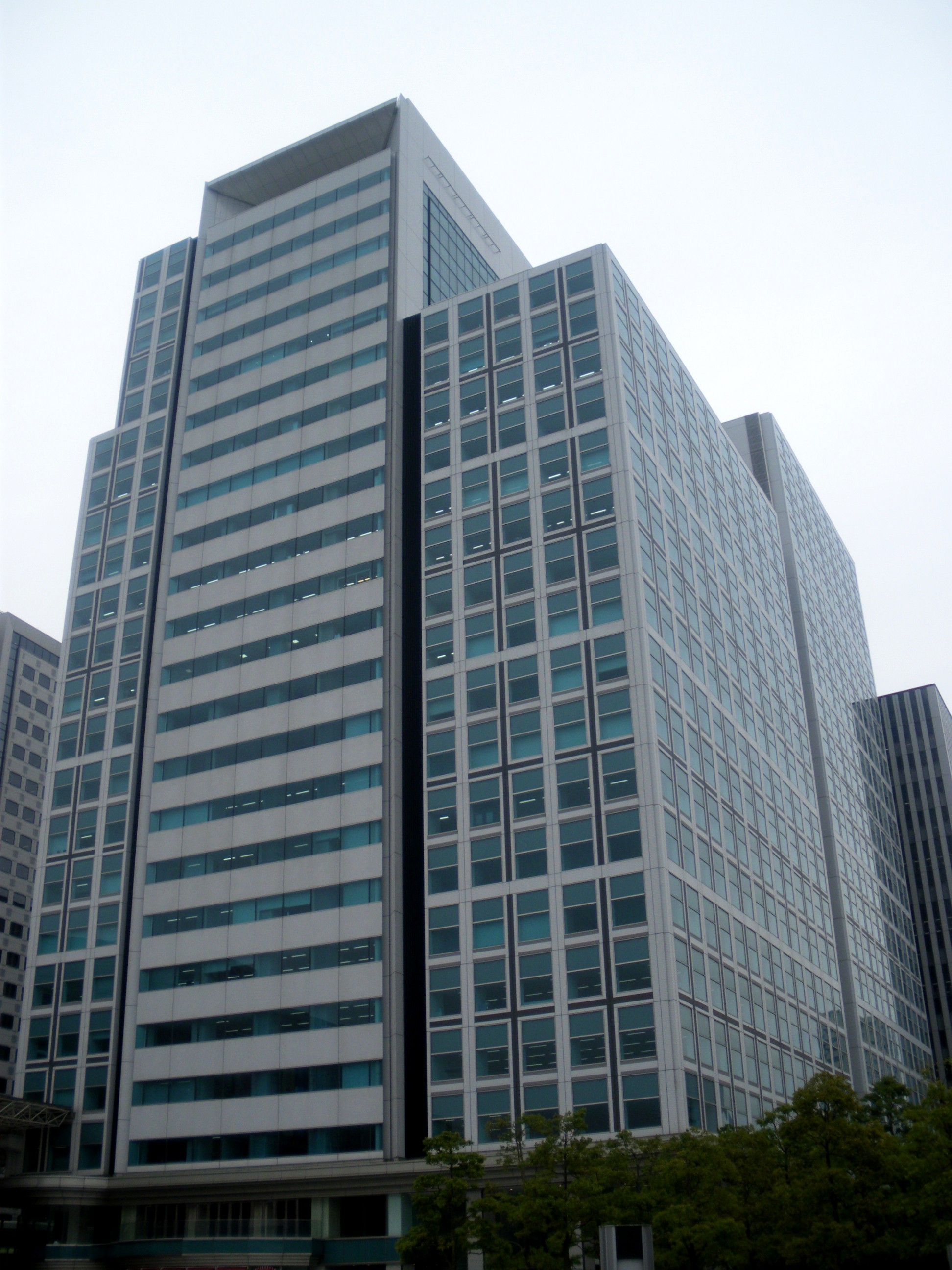
品川シーサイドパークタワー。奥に品川シーサイドノースタワータワー。
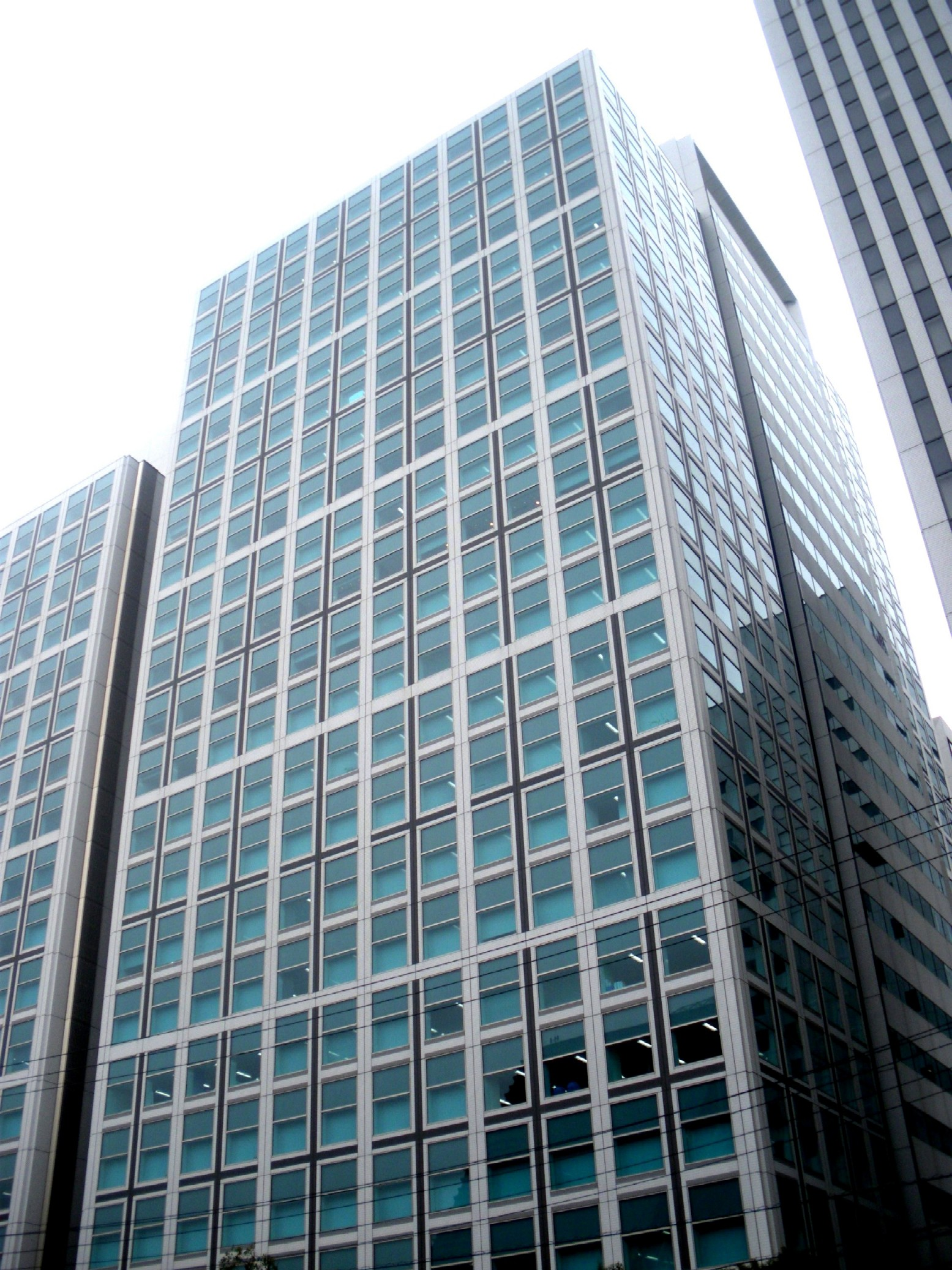
品川シーサイドTSタワー
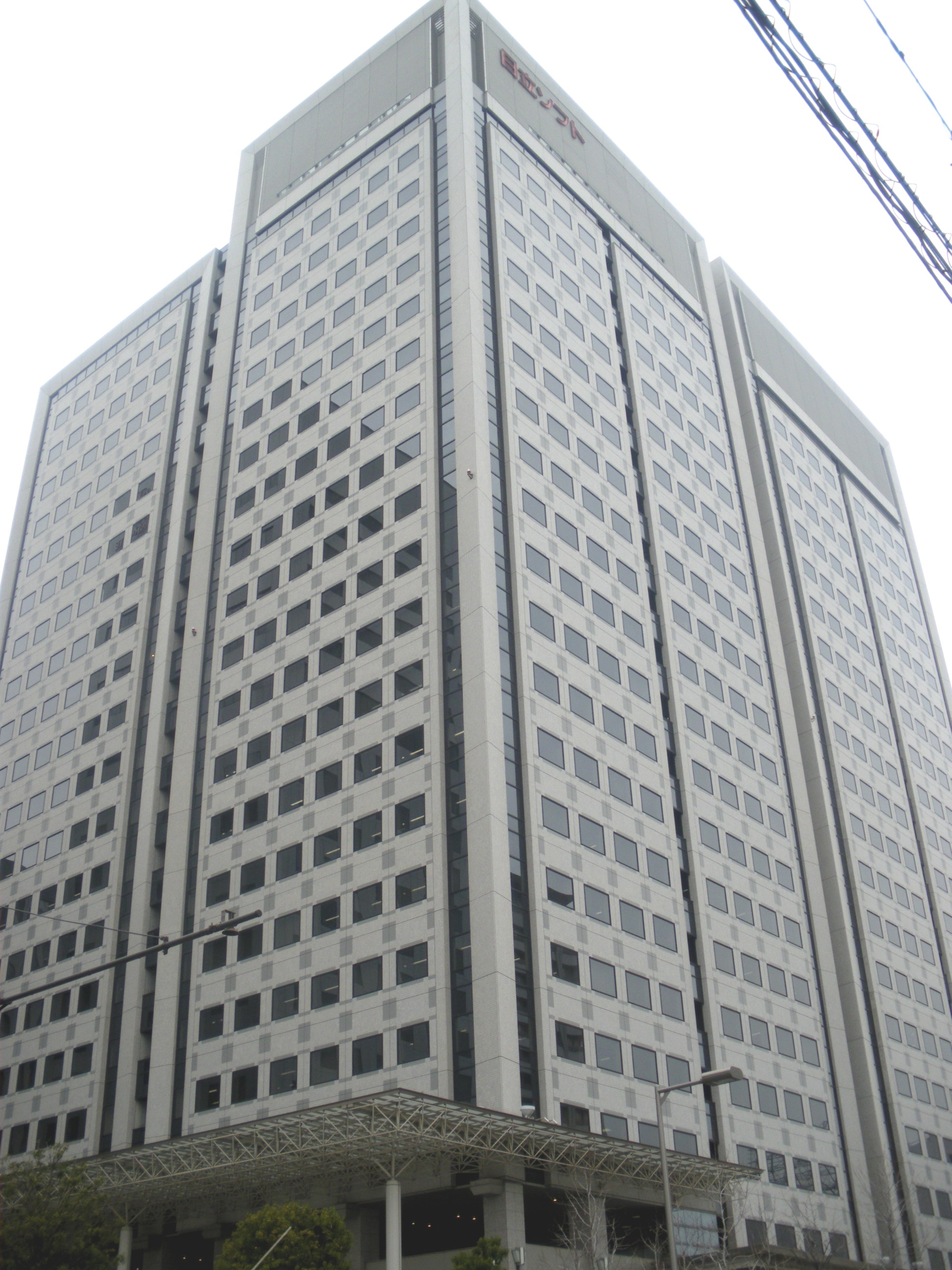
日立ソリューションズタワー
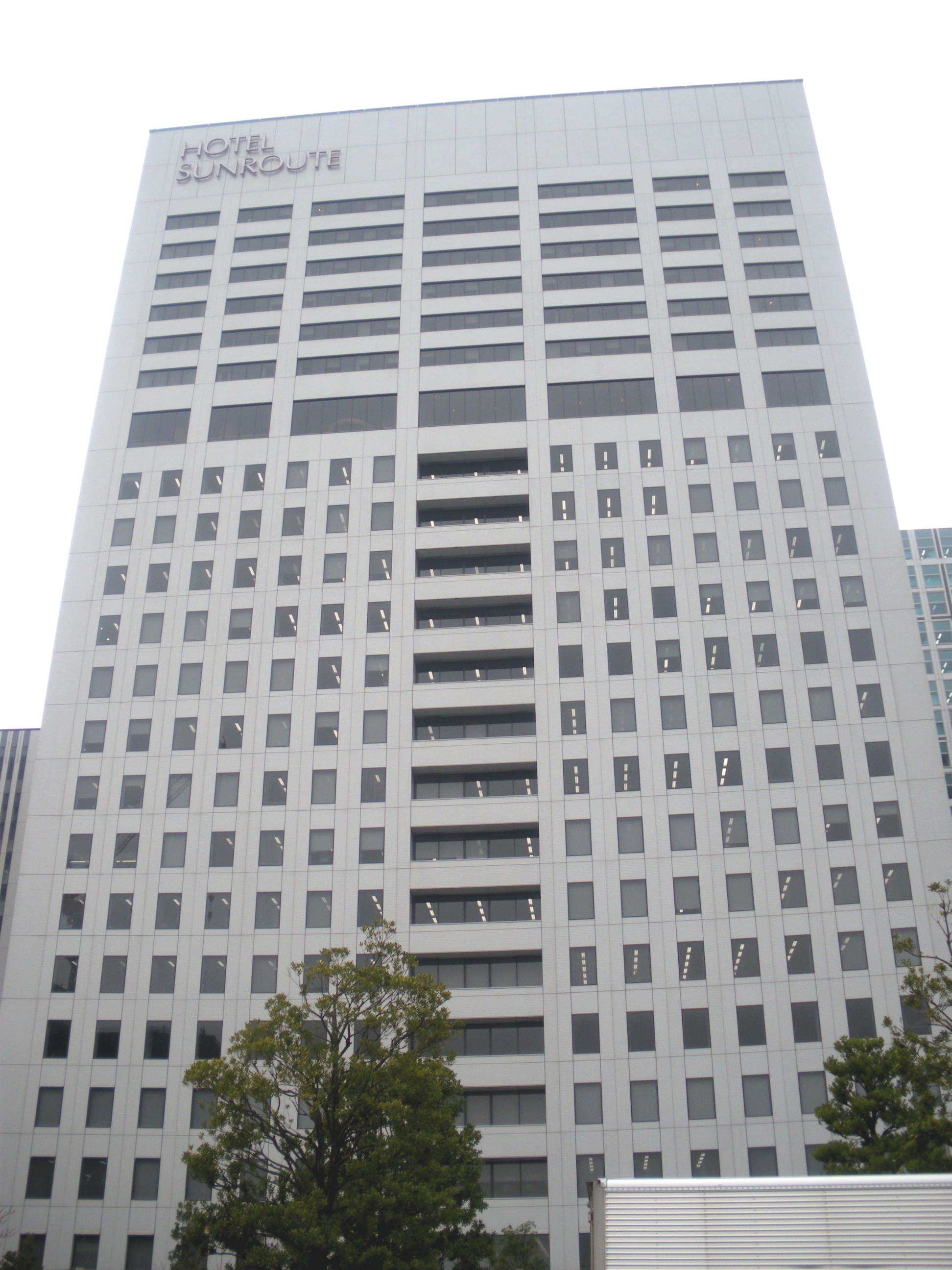
品川シーサイドイーストタワー
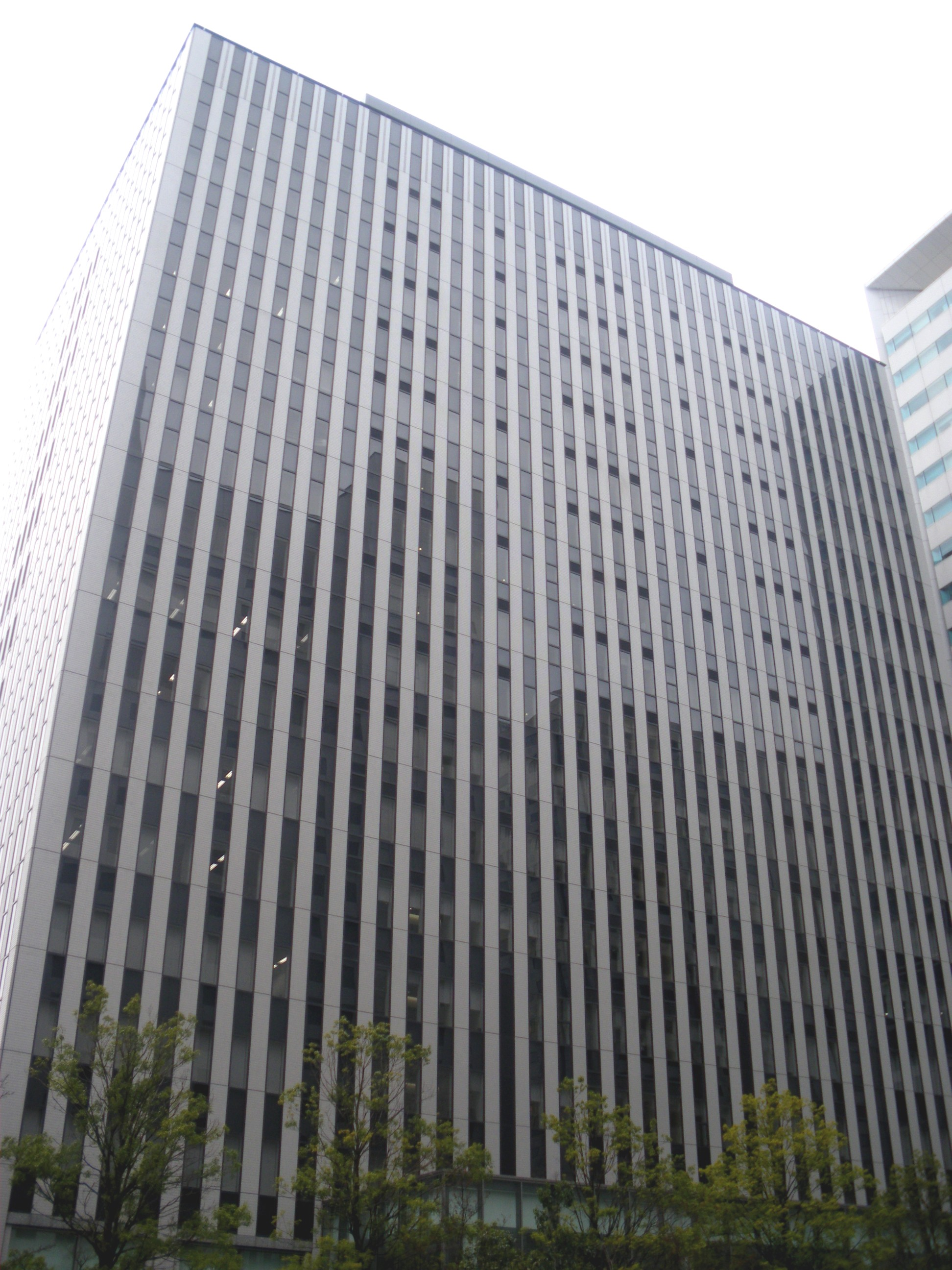
品川シーサイドウエストタワー
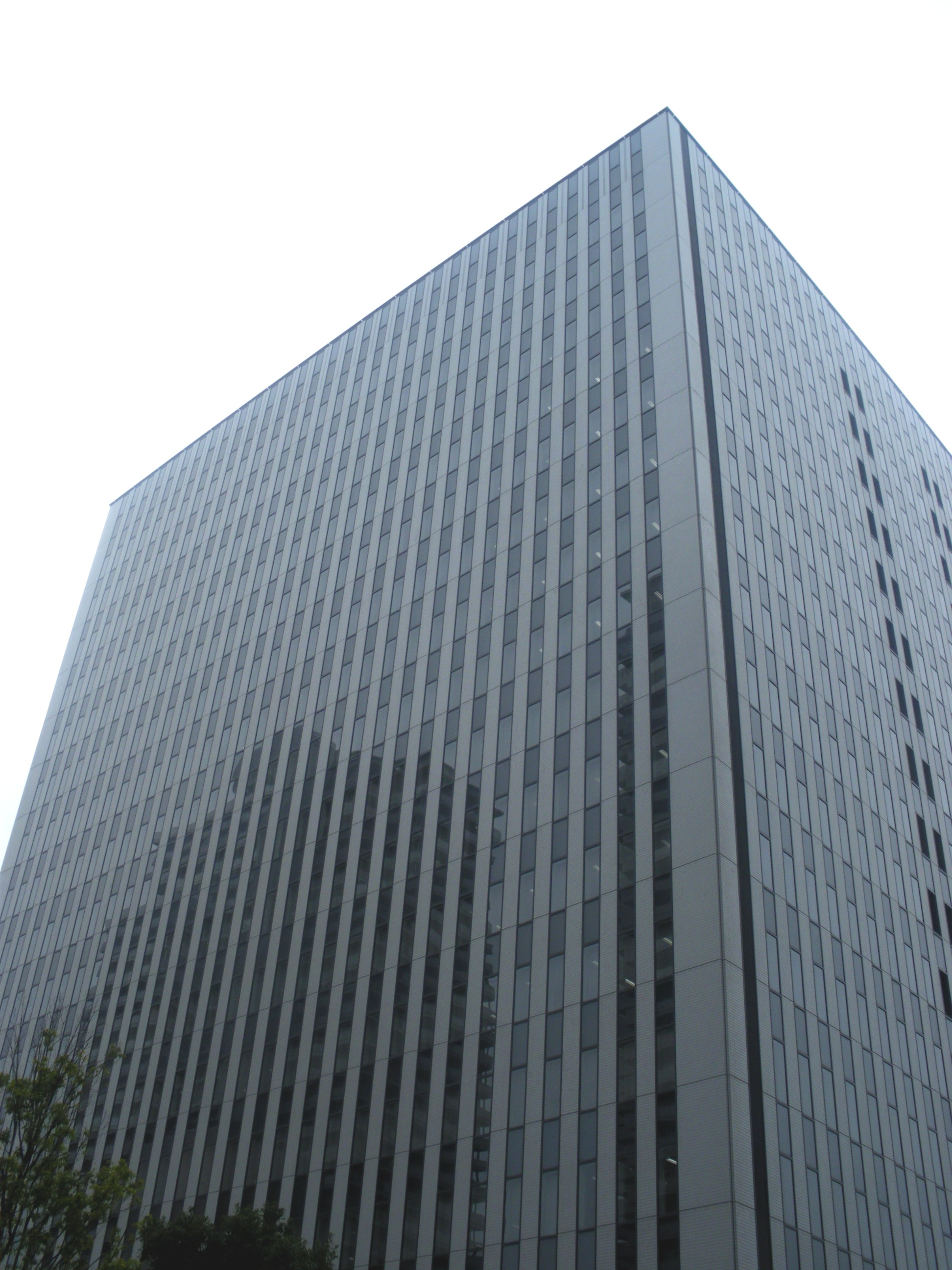
品川シーサイドサウスタワー
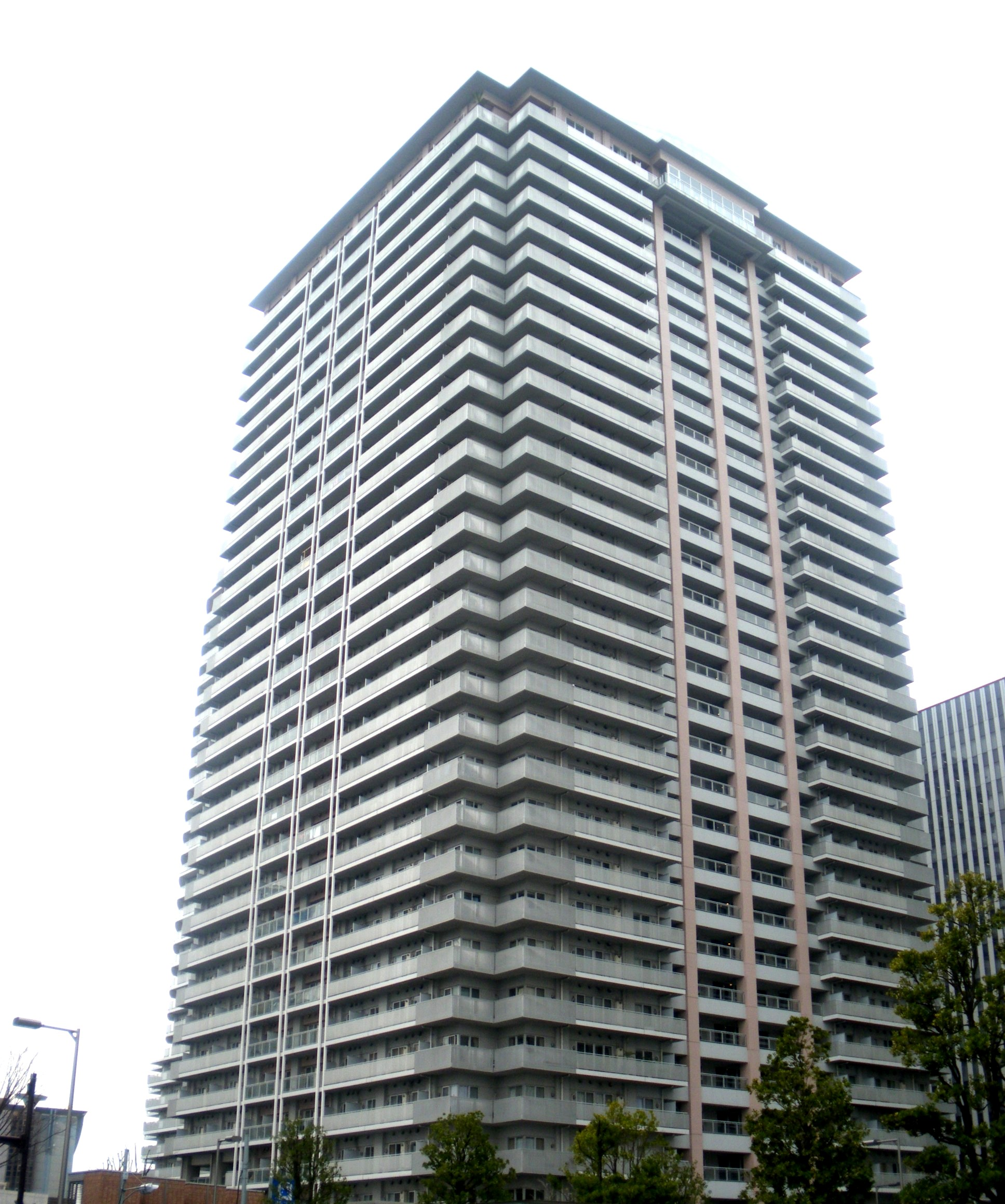
品川シーサイドビュータワーI
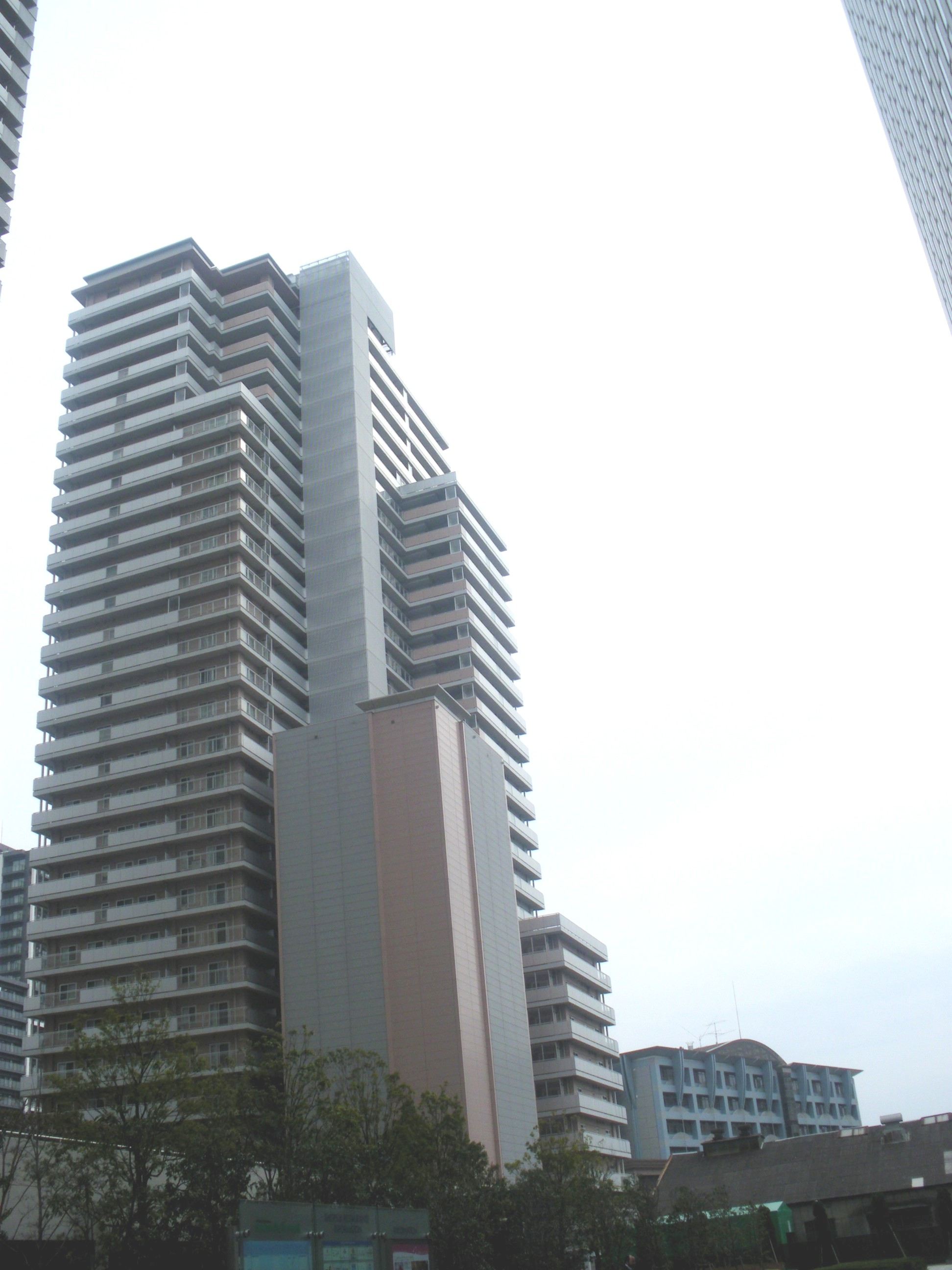
品川シーサイドビュータワーII
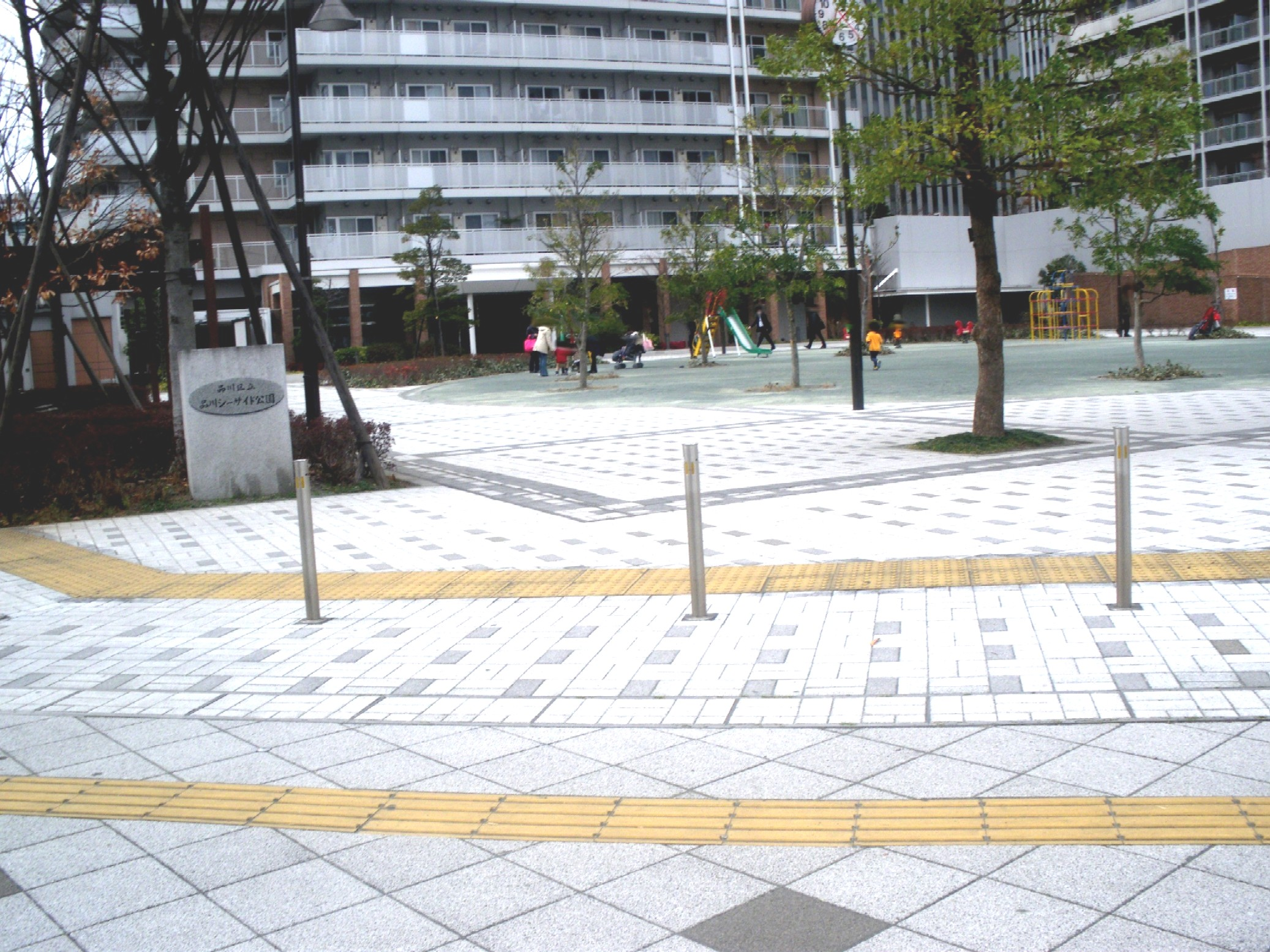
品川シーサイド公園

## 交通アクセス
- 東京臨海高速鉄道りんかい線品川シーサイド駅直結（目的の施設によっては徒歩1～2分程度要する）
- 京急本線青物横丁駅より徒歩約7分（東方向）または、当駅より都営バスの便。
- 品川駅・大井町駅より都営バス。（品91、品93、井92系統など）品川シーサイド駅前、都立八潮高校前、都立高専前の各停留所下車徒歩1～2分。なお、イオン品川シーサイドショッピングセンターへは付近の住民向けに運行している無料循環バスも利用できる。